# Upplands runinskrifter 717
Upplands runinskrifter 717 är ett vikingatida runstensfragment av grå granit i Värnsta, Lillkyrka socken och Enköpings kommun. Vid ett åkerarbete 1947 hittades 11 stycken bitar av en runsten varav sju sedan kunde sammanfogas och resas. Stenens mått är 1,55 meter gånger 1,15 meter. U 717 är rent ornamental och inga runor är bevarade.